# فیه آللو شیلیار
فیه آللو شیلیار (به ایتالیایی: Fiè allo Sciliar) یک کومونه در ایتالیا است که در تیرول جنوبی واقع شده‌است. فیه آللو شیلیار ۴۴٫۴ کیلومتر مربع مساحت و ۳٬۴۶۳ نفر جمعیت دارد و ۸۸۰ متر بالاتر از سطح دریا واقع شده‌است.

## خواهرخوانده
شهر فریدبرگ، بایرن خواهرخواندهٔ فیه آللو شیلیار هست.